# Bruznic
Bruznic – wieś w Rumunii, w okręgu Arad, w gminie Ususău. W 2011 roku liczyła 145 mieszkańców. 